# عزبة حسين الديب
قرية عزبة حسين الديب هي إحدى القرى التابعة لمركز شبراخيت في محافظة البحيرة في جمهورية مصر العربية. حسب إحصاءات سنة 2006، بلغ إجمالي السكان في عزبة حسين الديب 575 نسمة، منهم 309 رجل و266 امرأة.